# Helotium elaeocarpi
Helotium elaeocarpi är en svampart som beskrevs av Dennis 1961. Helotium elaeocarpi ingår i släktet Helotium och familjen Helotiaceae.   Inga underarter finns listade i Catalogue of Life.